# Glenn McDonald
Glenn Stuart McDonald (Kewanee, 18 marzo 1952) è un ex cestista e allenatore di pallacanestro statunitense, professionista nella NBA e in Svezia.

## Carriera
Venne selezionato dai Boston Celtics al primo giro del Draft NBA 1974 (17ª scelta assoluta).

## Palmarès

### Giocatore
- Campionato NBA: 1

Boston Celtics: 1976